# Ихнева, Алёна Александровна
Ихнева Алёна Александровна (род. 30 июля 1995, Россия) — российская гандболистка, игрок клуба "Бурса" (Турция).

## Биография
Воспитанник тольяттинской школы гандбола. В России выступала за "Ладу" (4 сезона) и "Астраханочку" (9 матчей). С 2014 года Ихнева играет в Европе: "Вардар" (Северная Македония) 2 сезона), "Флёри" (Франция), "Подравка" (Хорватия) — (2 сезона), "Кишварда" (Венгрия), "Кастамону" (Турция), "Коньяалты" (Турция) (3 сезона).

## Достижения
- Обладатель Кубка ЕГФ:
  - 2014 («Лада»)
  - 2023 («Коньяалты»).
- Чемпион Универсиады 2015 в составе сборной России.
- Второй призер молодежного чемпионата мира 2014.
- Чемпион Европы среди юниоров 2013.
- Бронзовый призёр Кубка России по гандболу 2025